# Lincoln Indianapolis
La Lincoln Indianapolis è una concept car realizzata dalla Lincoln nel 1955.

## Contesto
La realizzazione della vettura venne affidata a Gian Carlo Boano, il quale aveva il compito di costruire una vettura che attirasse l'attenzione in occasione del salone automobilistico di Torino del 1955. A seguito di questo, la Ford propose un contratto decennale con il designer italiano, il quale però decise di stringere accordi con la Fiat.

## Tecnica
La vettura aveva gli scarichi inseriti in sezioni laterali proprio accanto al vano motore, e non nella parte anteriore come avviene per la maggior parte delle vetture. Nella sezione di coda erano presente delle finte prese d'aria che dovevano conferire aggressività alla vettura. Come telaio è stato re-impiegato quello della Lincoln Capri. La carrozzeria è stata interamente colorata di un appariscente color arancio e sono state utilizzate poche finiture cromate. Il propulsore installato era un 341 cu Y-Block da 225 cv gestito da un cambio automatico Turbo-Drive a tre rapporti.